# رودريغو ريوس
رودريغو ريوس (بالإسبانية: Rodrigo Ríos)‏ (25 يناير 1977 بسانتياغو في تشيلي - ) هو لاعب كرة قدم تشيلي في مركز الوسط. شارك مع منتخب تشيلي تحت 20 سنة لكرة القدم. أما مع النوادي، فقد لعب مع إيفرتون دي فينا ديل مار ونادي أونيفرسيداد كاتوليكا ونادي بالستينو ويونيون إسبانيولا وأتلانتا سيلفرباكس.

## وصلات خارجية
- رودريغو ريوس على موقع قاعدة بيانات كرة القدم.إي يو (الإنجليزية)